# Parliament
Parliament byla americká funková hudební skupina, jejíž vůdčí osobností byl zpěvák George Clinton. Mezi další členy kapely patřili například Eddie Hazel, Tiki Fulwood, Bootsy Collins, Bernie Worrell a Cordell Mosson. Své první album nazvané Osmium kapela vydala roku 1970. Později se Clinton soustředil převážně na svou druhou skupinu Funkadelic a kapela Parliament byla několik let neaktivní. Roku 1974 vydala své druhé album Up for the Down Stroke. Později vyšlo několik dalších nahrávek.